# Charles Regamey
Charles Regamey (12 aprile 1910 – 6 settembre 1970) è stato un calciatore svizzero, di ruolo difensore.

## Carriera

### Nazionale
Ha collezionato 7 presenze con la propria Nazionale.